# Колосівка (станція)
Колосівка — вузлова дільнична залізнична станція Одеської дирекції Одеської залізниці на розгалуженні ліній Помічна — Колосівка, Колосівка — Миколаїв та Колосівка — Раухівка між станціями Веселинове (21 км), Березівка (15 км) та Первенець (13 км). Розташована в селищі Токарівка Вознесенського району Миколаївської області. На станції Колосівка розташовані два парки для вантажних поїздів: станційний та транзитний.

## Історія
З 1910 року розпочалися роботи з прокладання залізничної лінії Бахмач — Одеса, яка у 1914 році була введена в експлуатацію, одночасно з відкриттям станції Колосівка. У 1914 році завершено будівництво лінії Колосівка — Водопій. Сучасний залізничний вокзал був побудований у 2008—2009 роках.

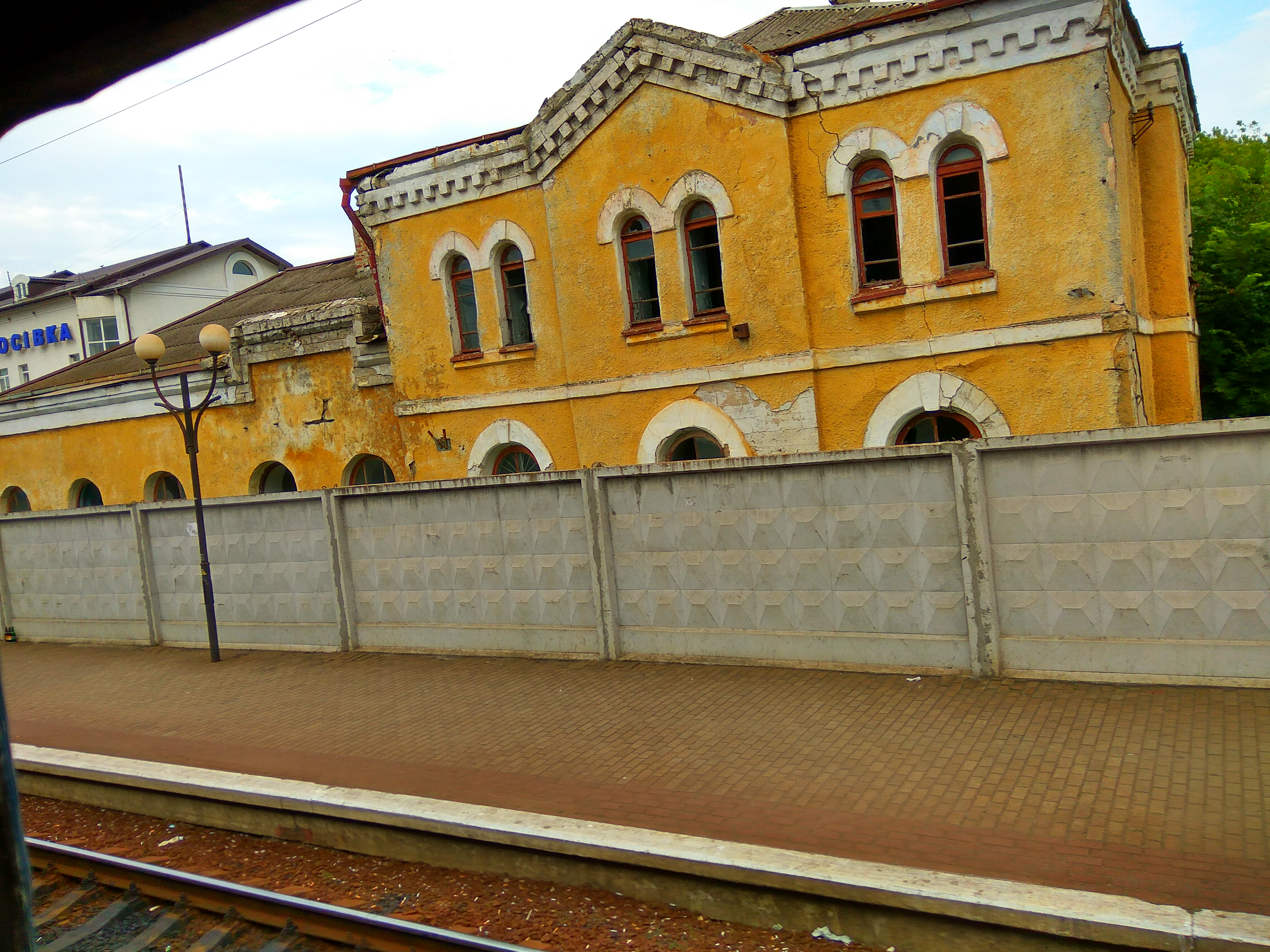
Колишня будівля вокзалу
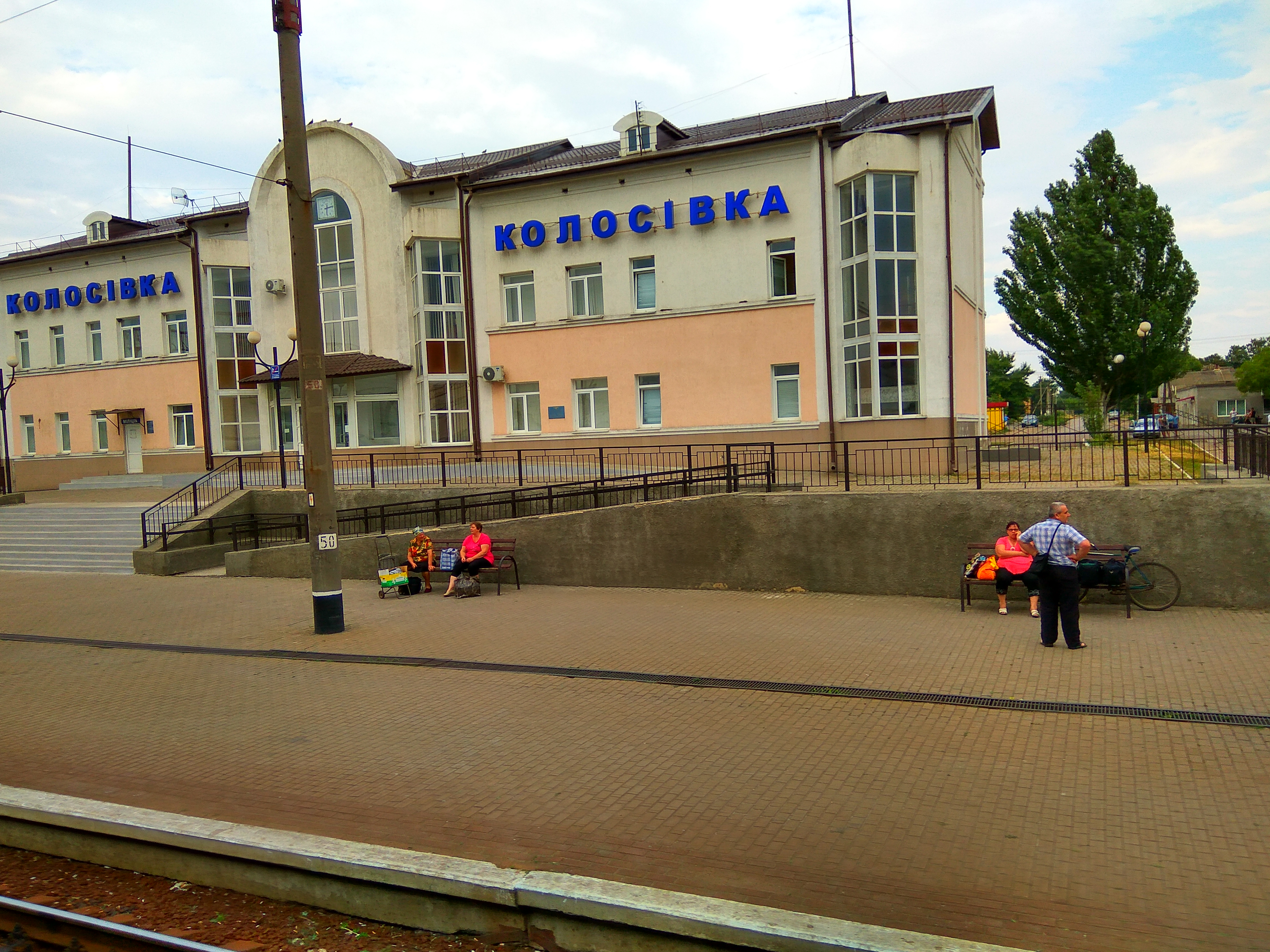
Сучасний вокзал станції Колосівка

## Пасажирське сполучення
На станції Колосівка зупиняються поїзди далекого та приміського сполучення.
| Рух поїздів по станції Колосівка |                   |                          |
| №                                | Маршрут руху      | Періодичність курсування |
| 51/52                            | Запоріжжя — Одеса | Через день               |
| 53/54 «Скіфія»                   | Дніпро — Одеса    | Через день               |
| 148/147 «Хаджибей»               | Одеса — Житомир   | Через день               |

Приміське сполучення
| Напрямки приміського сполучення від станції Колосівка | Напрямки приміського сполучення від станції Колосівка | Напрямки приміського сполучення від станції Колосівка |
| Одеський                                              | Миколаївський                                         | Знам'янський                                          |
| ----------------------------------------------------- | ----------------------------------------------------- | ----------------------------------------------------- |
| Одеса-Головна                                         | тимчасово не обслуговується                           | Мартинівська, Помічна                                 |
|                                                       |                                                       | Знам'янка-Пасажирська                                 |

## Галерея

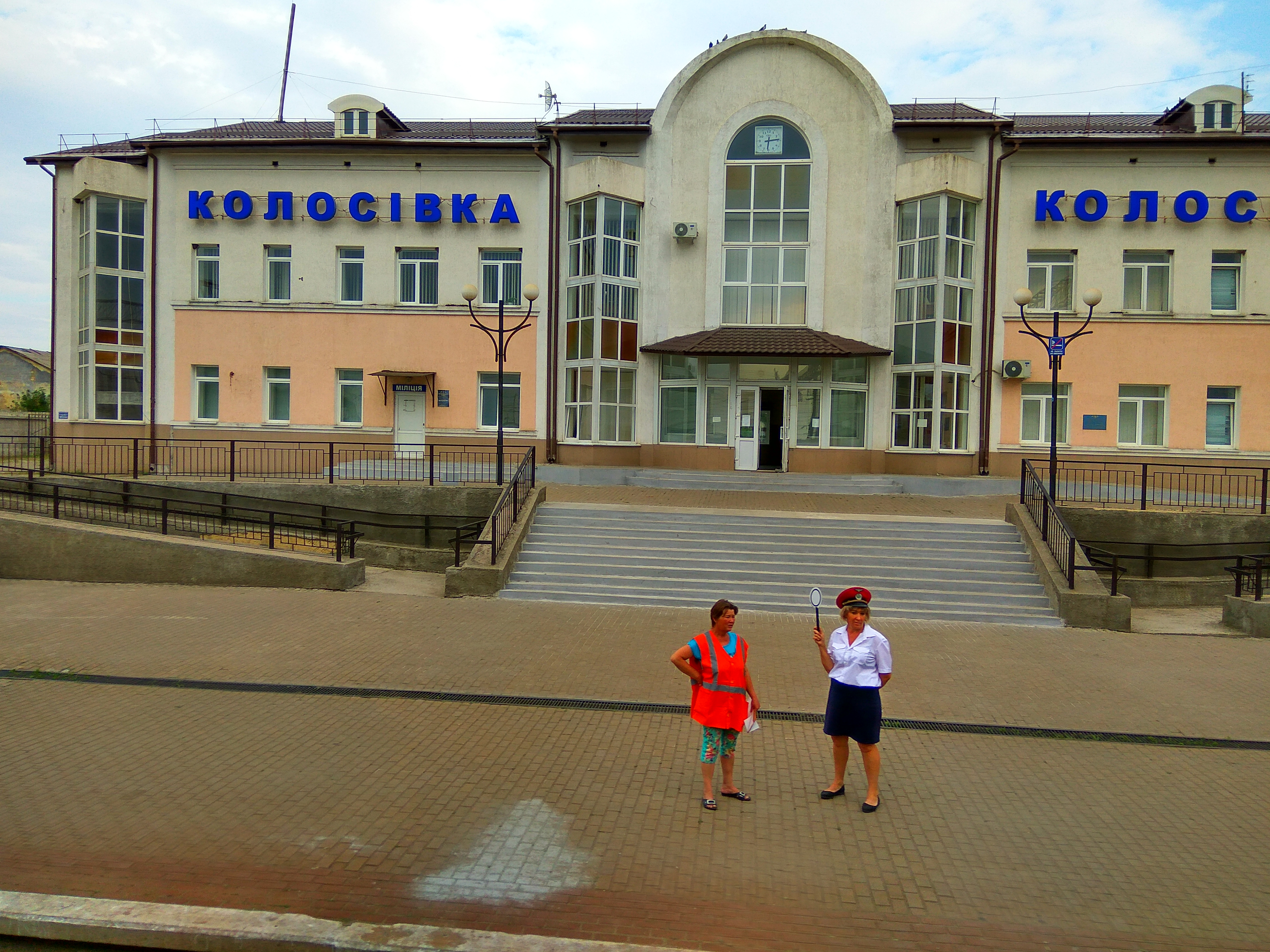
Вокзал станції Колосівка
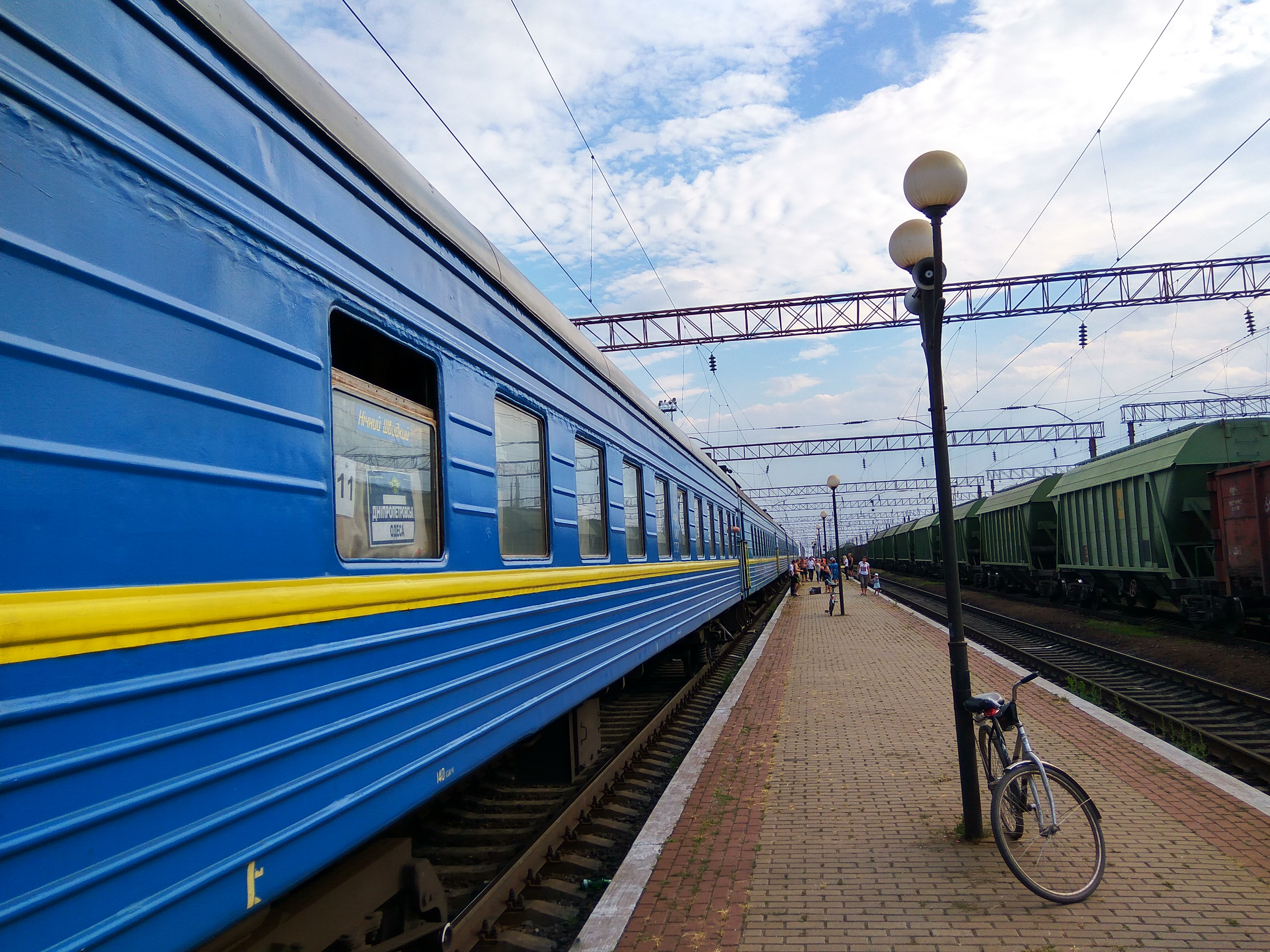
Поїзд № 51/52 сполученням Дніпро — Одеса
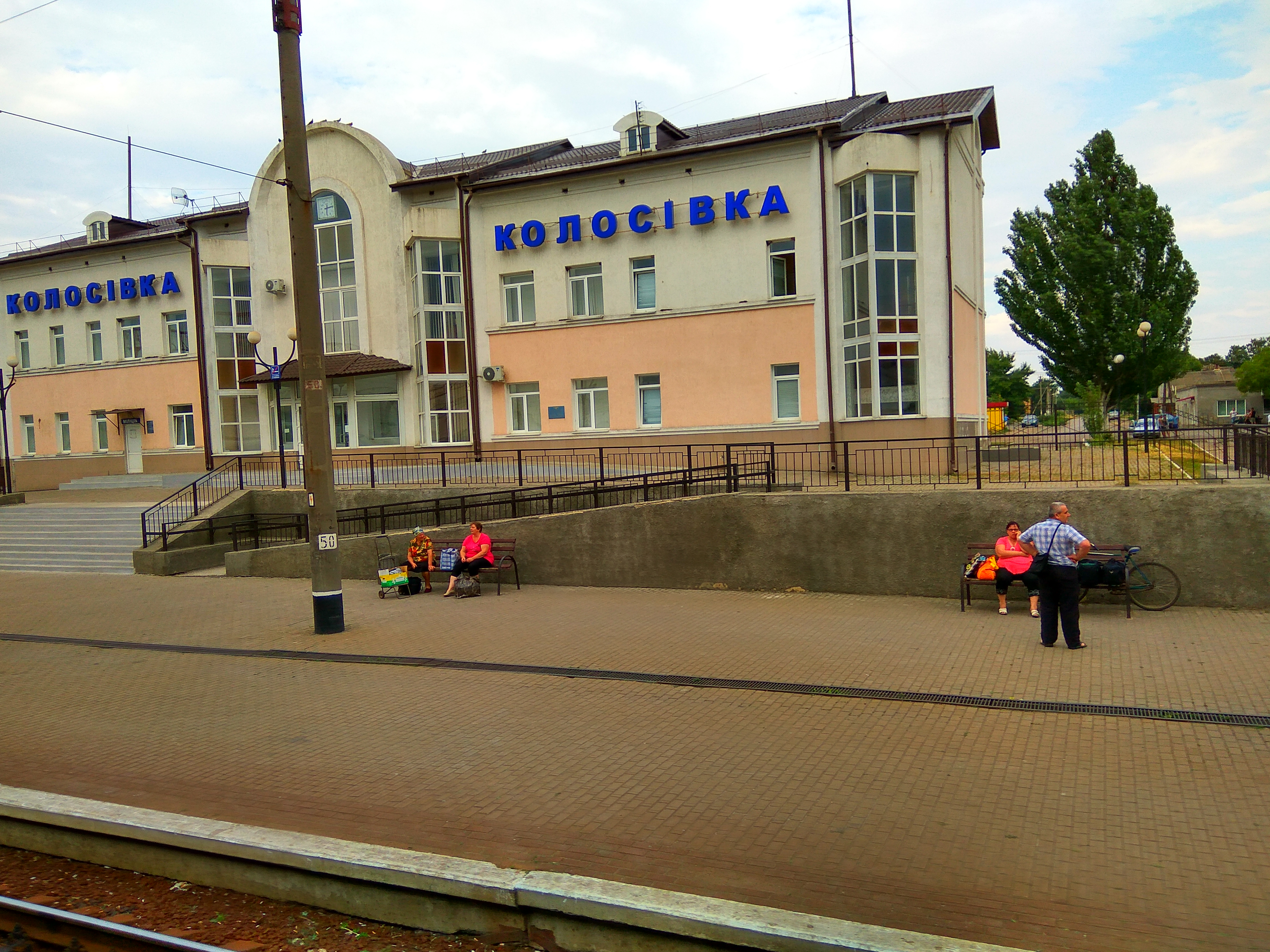
Платформа № 1
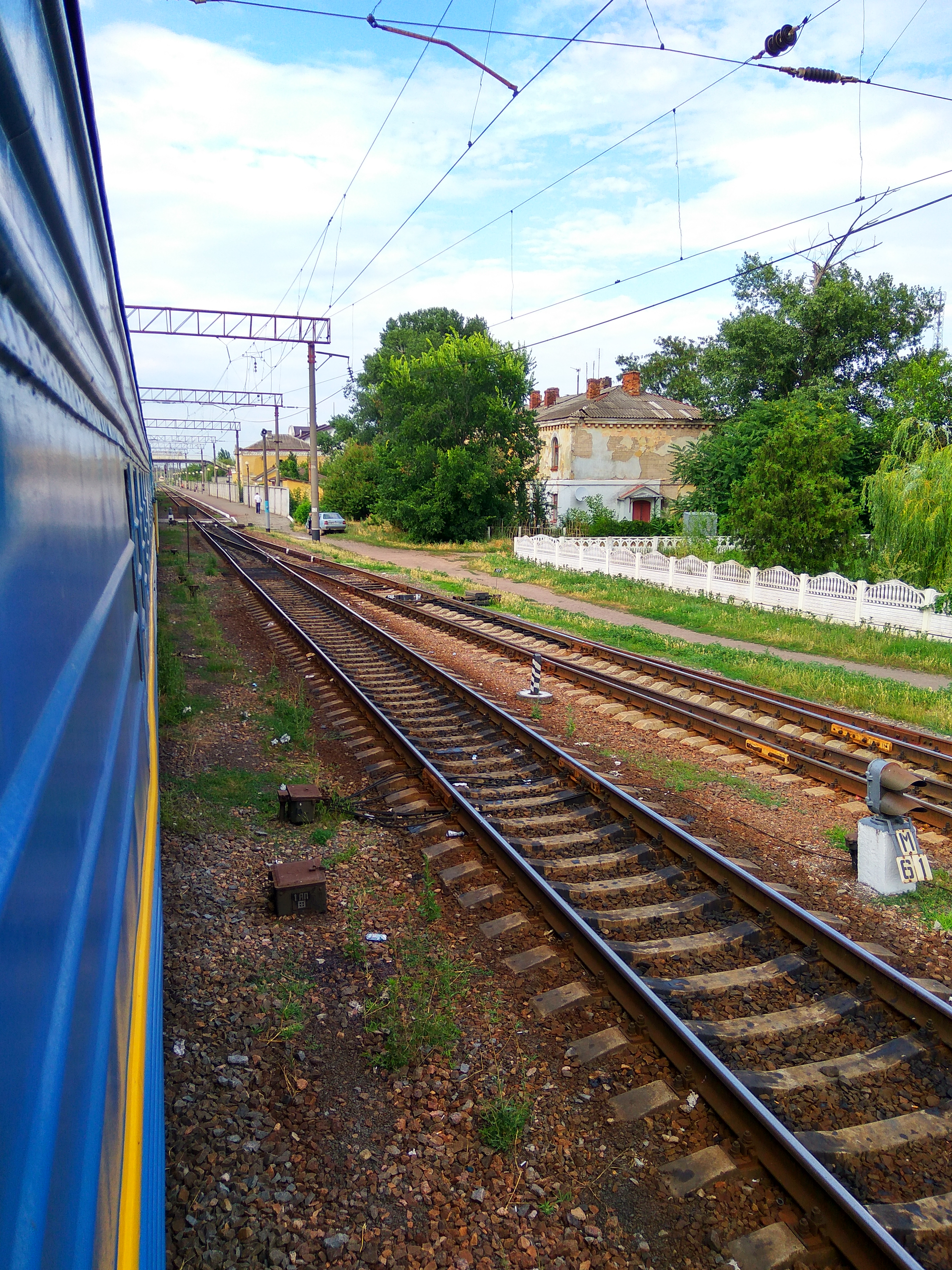
Краєвид на станцію з вікна поїзда